# Кур (потік)
Кур (словац. Kúr) — річка в Словаччині, ліва притока Варінки, протікає в окрузі Жиліна.
Довжина приблизно 7.3-8.1 км. Витік знаходиться в масиві Мала Фатра (частина Криваньська Фатра) — на схилі перевалу Прегиб — на висоті близько  1300 метрів. Протікає територією сіл Долна Тіжіна і Стража.
Впадає у Варінку на висоті приблизно 430 метрів.